# Liste des régions du Royaume-Uni par indice de développement humain

Carte des régions du Royaume-Uni par IDH en 2017.
Légende:
> 0.950
0.930–0.950
0.910–0.930
0.910–0.930
< 0.890

 (mars 2023).
La mise en forme du texte ne suit pas les recommandations de Wikipédia : il faut le « wikifier ».
Les points d'amélioration suivants sont les cas les plus fréquents. Le détail des points à revoir est peut-être précisé sur la page de discussion.
- Les titres sont pré-formatés par le logiciel. Ils ne sont ni en capitales, ni en gras.
- Le texte ne doit pas être écrit en capitales (les noms de famille non plus), ni en gras, ni en italique, ni en « petit »…
- Le gras n'est utilisé que pour surligner le titre de l'article dans l'introduction, une seule fois.
- L'italique est rarement utilisé : mots en langue étrangère, titres d'œuvres, noms de bateaux, etc.
- Les citations ne sont pas en italique mais en corps de texte normal. Elles sont entourées par des guillemets français : « et ».
- Les listes à puces sont à éviter, des paragraphes rédigés étant largement préférés. Les tableaux sont à réserver à la présentation de données structurées (résultats, etc.).
- Les appels de note de bas de page (petits chiffres en exposant, introduits par l'outil «  Source ») sont à placer entre la fin de phrase et le point final[comme ça].
- Les liens internes (vers d'autres articles de Wikipédia) sont à choisir avec parcimonie. Créez des liens vers des articles approfondissant le sujet. Les termes génériques sans rapport avec le sujet sont à éviter, ainsi que les répétitions de liens vers un même terme.
- Les liens externes sont à placer uniquement dans une section « Liens externes », à la fin de l'article. Ces liens sont à choisir avec parcimonie suivant les règles définies. Si un lien sert de source à l'article, son insertion dans le texte est à faire par les notes de bas de page.
- La présentation des références doit suivre les conventions bibliographiques. Il est recommandé d'utiliser les modèles {{Ouvrage}}, {{Chapitre}}, {{Article}}, {{Lien web}} et/ou {{Bibliographie}}. Le mode d'édition visuel peut mettre en forme automatiquement les références.
- Insérer une infobox (cadre d'informations à droite) n'est pas obligatoire pour parachever la mise en page.

Pour une aide détaillée, merci de consulter Aide:Wikification.
Si vous pensez que ces points ont été résolus, vous pouvez retirer ce bandeau et améliorer la mise en forme d'un autre article.
 (décembre 2023).

## Régions par IDH actuel
| Développement humain très élevé | Développement humain très élevé | Développement humain très élevé |            |
| Rang                            | Nation constitutive             | Région ITL 1                    | IDH (2021) |
| ------------------------------- | ------------------------------- | ------------------------------- | ---------- |
| 1                               | Angleterre                      | Le Grand Londres                | 0,973      |
| 2                               | Angleterre                      | Angleterre du Sud-Est           | 0,942      |
| –                               |                                 | Royaume-Uni(moyenne)            | 0,929      |
| 3                               | Angleterre                      | Angleterre du Sud-Ouest         | 0,925      |
| 4                               | Écosse                          | Écosse                          | 0,921      |
| 5                               | Angleterre                      | Est de l'Angleterre             | 0,917      |
| 6                               | Angleterre                      | Angleterre du Nord-Ouest        | 0,915      |
| 7                               | Angleterre                      | Midlands de l'Est               | 0,914      |
| 8                               | Angleterre                      | Midlands de l'Ouest             | 0,913      |
| 9                               | Angleterre                      | Yorkshire et Humber             | 0,908      |
| 10                              | Angleterre                      | Angleterre du Nord-Est          | 0,901      |
| 11                              | Pays de Galles                  | Pays de Galles                  | 0,898      |
| 12                              | Irlande du Nord                 | Irlande du Nord                 | 0,896      |

## Évolution de l'IDH des régions depuis les années 1990
| Rang | Région ITL1                            | 1990 IDH | 2000 IDH | 2010 IDH | 2019 IDH | Évolution 1995–2019 | -                   | 1 | Le grand Londres ( Angleterre) | 0,805 | 0,901 | 0,946 | 0,976 | ▲ 0,171 | Suisse |
| 2    | Angleterre du Sud-Est ( Angleterre)    | 0,786    | 0,881    | 0,918    | 0,945    | ▲ 0,159             | Irlande             |   |                                |       |       |       |       |         |        |
| 3    | Angleterre du Sud-Ouest ( Angleterre)  | 0,781    | 0,872    | 0,908    | 0,928    | ▲ 0,147             | Luxembourg          |   |                                |       |       |       |       |         |        |
| 4    | Écosse                                 | 0,760    | 0,854    | 0,892    | 0,925    | ▲ 0,165             | Japon               |   |                                |       |       |       |       |         |        |
| 5    | Est de l'Angleterre ( Angleterre)      | 0,772    | 0,864    | 0,897    | 0,920    | ▲ 0,148             | États-Unis          |   |                                |       |       |       |       |         |        |
| 6    | Angleterre du Nord-Ouest ( Angleterre) | 0,763    | 0,855    | 0,893    | 0,919    | ▲ 0,156             | Israël              |   |                                |       |       |       |       |         |        |
| 7    | Midlands de l'Est( Angleterre)         | 0,763    | 0,855    | 0,892    | 0,917    | ▲ 0,154             | Slovénie ou Malte   |   |                                |       |       |       |       |         |        |
| 8    | Midlands de l'Ouest( Angleterre)       | 0,763    | 0,854    | 0,886    | 0,916    | ▲ 0,153             | Autriche            |   |                                |       |       |       |       |         |        |
| 9    | Yorkshire et Humber ( Angleterre)      | 0,764    | 0,855    | 0,888    | 0,911    | ▲ 0,147             | Émirats arabes unis |   |                                |       |       |       |       |         |        |
| 10   | Angleterre du Nord-Est ( Angleterre)   | 0,754    | 0,845    | 0,885    | 0,904    | ▲ 0,150             | Espagne             |   |                                |       |       |       |       |         |        |
| 11   | Pays de Galles                         | 0,751    | 0,841    | 0,877    | 0,901    | ▲ 0,150             | France              |   |                                |       |       |       |       |         |        |
| 12   | Irlande du Nord                        | 0,754    | 0,845    | 0,881    | 0,899    | ▲ 0,145             | Chypre              |   |                                |       |       |       |       |         |        |
|      | Moyenne du Royaume-Uni                 | 0,775    | 0,868    | 0,906    | 0,932    | ▲ 0,157             | Luxembourg          |   |                                |       |       |       |       |         |        |